# Zbigniew Oziewicz
Zbigniew Oziewicz (nacido como Zbigniew Antoni Oziewicz Kwass) (Vilna, Lituania; 22 de agosto de 1941 - Ciudad de México; 8 de diciembre de 2020) fue un profesor y destacado matemático de la Universidad Nacional Autónoma de México de origen polaco cuyas investigaciones realizadas en Teoría de categorías, Álgebras de Grassmann y Clifford han sido aplicadas a la Teoría de la Relatividad y otras ramas de la Física. Desde el 2012 hasta su deceso fue coordinador adjunto del Clifford’s Center for Advanced Open Algebra Studies C.A.I.R.O.S en Toulouse, Francia y desde 1990 fue miembro fundador del comité editorial de la revista Advances in Applied Clifford Algebras.
Además de sus actividades académicas y de investigación el profesor Oziewicz fue desde mediados de la década de 1970 un activista de la oposición en la República Popular Polaca colaborando activamente en los movimientos de Solidaridad y KOR.

## Reseña biográfica
El profesor Zbigniew Oziewicz nació el 22 de agosto de 1941 en Wilno en tiempos en que dicha ciudad era Polaca. Después de la guerra, su familia se mudó a Wroclaw, Polonia. En 1964 recibió una maestría en física matemática de la Universidad de Leningrado (ahora San Petersburgo). Cuatro años después defendió su doctorado, y en 1985 recibió su habilitación de la Universidad de Wroclaw. Se especializó en física matemática y su aplicación en el modelado de muones y átomos de muones. Por su tesis de habilitación recibió un premio de la Academia de Ciencias de Polonia.
Desde 1965 trabajó en el Instituto de Física Teórica de la Universidad de Wroclaw en Polonia, colaboró estrechamente con los profesores Jan Rzewuski y Jan Lopuszanski en el área de física teórica, en particular en el área de las partículas elementales. De 1967 a 1969 recibió una beca para el Instituto de Investigación Nuclear en Dubna, cerca de Moscú. Además de esta estancia el profesor tuvo algunas estancias en otras universidades de la Rusia, Suecia, Suiza y Bélgica, Estados Unidos de América, Brasil, Canadá y México.
Durante muchos años el Profesor Zbigniew Oziewicz participó activamente en las actividades de la Conferencia Internacional "Ciencia y Calidad de Vida" en Vilnius, Lithuania, promoviendo la apertura de la ciencia y la libertad de pensamiento creativo. Transmitió los mismos valores a muchos de sus alumnos. También participó en la Academia de Ciencias Telesio-Galilei, y fue miembro de múltiples Comités de Evaluación de Proyectos de Investigación en Física y Matemáticas en México y en muchas otras partes del mundo. 
Además de sus actividades académicas el profesor fue un activista de la oposición en la República Popular Polaca. Desde 1977 estuvo involucrado en la distribución de publicaciones independientes. Dos años más tarde, se convirtió en editor asociado del "Boletín de Baja Silesia" independiente. Cocreó las estructuras de RKS Baja Silesia, fue enlace de RKS con Zbigniew Bujak en Varsovia y los lugares de trabajo de la Baja Silesia. Él y su esposa tenían una sala de contacto en su apartamento, recaudando dinero para ayudar a las familias de las personas internadas. Fue uno de los coorganizadores de The Fighting Solidarity. Por sus acciones fue galardonado con la Cruz de Oro al Mérito y la Cruz de Oficial de la Orden del Renacimiento de Polonia.
Al momento de su muerte en la Ciudad de México, Zbigniew Oziewicz era profesor e investigador en la Facultad de Estudios Superiores Cuautitlán de la Universidad Nacional Autónoma de México en donde estudió la historia de la física, en especial la teoría de la relatividad y la filosofía de la ciencia. Escribió cerca de 133 artículos de investigación. En 2018 fue coautor de un libro sobre Teoría de categorías.